# Герберц, Балтазар Балтазарович
Балтазар Балтазарович Герберц (1853 — 1932) — горный инженер, предприниматель - монополист
Член правления Товарищества русско-французских заводов «Проводник» (1888 год, Рига, производство изделий из резины, гуттаперчи, асбеста, рога, пробкового дерева и т. п.)
Один из учредителей Донецко-Юрьевского металлургического общества (ДЮМО, 1895 год). Принимал участие в деятельности синдиката «Продамета», в состав которого вошёл завод ДЮМО после смерти А. К. Алчевского.
Принимал участие в создании ряда монополистических объединений в металлургической промышленности, в частности синдикатов «Гвоздь» (1903 год) и «Проволока» (1909 год, входил в состав Совета).
Был связан с рядом монополистов химической промышленности.
Член правлений Петербургского железопрокатного и проволочного завода, Тентелевского химического завода и других предприятий, страхового общества «Россия», Совета общества заводчиков и фабрикантов.
Почётный старшина Александринского приюта (Санкт-Петербург).
После Октябрьской революции переехал в Финляндию.